# 42 (学校)
42とはフランスにある私立のコンピュータプログラミング学校で、イリアドの創業者であるグザヴィエ・ニエルがニコラス・サディラク（EPITECH元ゼネラルディレクター）やクワミ・ヤングナン、フロリアン・ブヒャー（EPITECH元役員）含む数人の協力によって設立した。
その教育課程はピアツーピア教育学といった新しい現代的な教育方法から着想を得ている。学生には公的な技術者学位は何ら与えられない。この学校はコンピュータプログラミングに関する高度な知識や技術、新しい思考方法に注力していることで知られる。42という名称はダグラス・アダムス著の銀河ヒッチハイク・ガイド (en) に由来する。この作品の中で「42」は生命、宇宙、そして万物についての究極の疑問の答えであるとされている。

## 歴史
42が「ピシン（La Piscine、水泳プールの意）」と呼ばれる選考過程を2013年7月15日に開催することが、2013年3月26日に発表された。最初の「ピシン」の合格者は2013年11月から第1期生として42での勉強を始めた。
発表声明の中で、グザヴィエ・ニエルは42の開業するにあたり、フランスの教育に関する壊滅的な状況を何とかする必要があると述べている。
現在、フランスの制度は機能不全に陥ってます。フランスの制度は3つの学校の間で身動きが取れなくなっているのです。1つ目は大勢に無料での受講を可能にしているものの世界的なビジネス需要と合致しない教育過程の大学です。一方、公立学校では厳しい選抜を行なっていて、科学的・技術的な教育を受けたか、その経験を持つ人しか受講が認められていません。最後は私立学校で、これは高い学費がかかり、質的には一定の水準に達していますが、多様な才能を育成するものにはなっていません。

## 校舎
パリ17区ベシエール大通り96に校舎があり、2011年に国から1,260万ユーロで買収した建築物で、面積を4,242平方メートルにまで拡張した。校舎の写真は公式サイトに掲載されていて、イン・アンド・エディト・アーキテクチャ・エージェンシーが設計した。

## 経営と管理
学費は無料であり、開校後最初の10年（推定で2,000万から5,000万ユーロかかる）はグザヴィエ・ニエルの個人資産から投じられる。18歳から30歳までの各年1,000人が勉強するとされ、学位要件は無いものの、学校の公式サイト上でコンピュータプログラミングを覚える能力を試す基本的な心理測定法テストを受けなければならない。1ヶ月に及ぶ評価と実用的な作業を「ピシン」と称する各年の最終選考であり、この時の作業量は重要かつ実用的である上、1週間あたり100時間以上に及ぶ。この学校はフランス高等教育・研究省の認定を受けていない。

## 勉強内容
ピシン後、最低3年間開発に繋がる複数のIT職に対応出来る勉強をすることになる。
初年はC言語を使ったUNIX開発環境の勉強が主体であり、基本的なFPSエンジン、オンラインゲームエンジン、レイトレーシングによる3Dレンダリングエンジン（ラスタライズ）の実行といった40ものプロジェクトで計画したソフトウェア開発を学ぶ。二学期はオブジェクト指向PHPのピシンで始まり、大規模なウェブプロジェクトを実現させるためにモジュールフレームワークを導入するがプログラミング言語の選択は自由になっている。
2年目は決められたピシンによるC++やSQL、Java、C#といった他の言語が導入される。教育カリキュラムの紹介文書によれば、ソフトウェア開発の勉強はアーケードゲーム、人工知能やコンピュータウイルスを生み出す計画に基いている。学生は教育アドバイザによる検証を受けた個人プロジェクトの作業を5ヶ月間続けなければならない。
3年目はモバイル技術、ネットワーク、コンピュータゲームのプログラミングやメカニズム、ITセキュリティを勉強する。